# Johann von Gemmingen (1549–1599)
Johann von Gemmingen (* 1549; † 1. Mai 1599) war Vertrauter der Grafen von Pfalz-Neuburg und pfalz-neuburgischer Kammermeister, Jägermeister und Rat.

## Leben
Er war ein Sohn des Dietrich von Gemmingen (1526–1587) und der Philippina von Schwartzenburg († 1554). Er kam 1557 als Gespiele zu Philipp Ludwig, dem Sohn von Pfalzgraf Wolfgang. Mit Philipp Ludwig ging er 1566 nach Wien an den kaiserlichen Hof und von da aus nach Ungarn. 1569 wurde er Kammermeister, 1576 Jägermeister und 1582 Rat. Als er 1588 sein Amt niederlegte, erhielt er als Pension ein Kammerlehen von 1000 Gulden. Er besaß außerdem einen Anteil an Gemmingen, wo er einen Teil des Schlosses neu bauen ließ. 
Er wurde in Gemmingen begraben. Sein Grabdenkmal, einst in der alten Gemminger Kirche im Chor hinter dem Sakramentshäuschen angebracht, befindet sich heute im Gemminger Unterschloss. Es zeigt den Verstorbenen in Lebensgröße in Rüstung, barhäuptig und die Hände zum Gebet gefaltet. In den oberen Ecken der Tafel sind die Wappen der Gemminger sowie der Heid von Hohenburg, unten die der Scharf von Göler sowie der von Schwarzenburg zu sehen. Die Inschriften benennen den Verstorbenen, sein Alter und Todesdatum, seinen Stand bei Hofe sowie seinen Wahlspruch Ich vertrau auf Gott, Drumb halff er mir aus aller Noth. Adolf von Oechelhäuser bezeichnet das Grabmal als selten schön, besonders sorgfältig ausgearbeitet und weit über das Durchschnittsmaß hinaus individuell behandelt und durchgebildet.

## Familie
Er war verheiratet mit Anna Heidin von Hohenburg († 1601).
Nachkommen:
- Philipp Otto (* 1571) ⚭ Appolonia Mörnauerin von Lichtenwerth, Barbara Roth von Schreckenstein
- Wolf Andreas (* 1581) ⚭ Kunigunde Elisabeth von Helmstatt
- Dorothea Sabina (1597–1635) ⚭ W. Ch. Nothafft von Hohenberg